# Promachus rufimystaceus
Promachus rufimystaceus är en tvåvingeart som först beskrevs av Macquart 1850.  Promachus rufimystaceus ingår i släktet Promachus och familjen rovflugor. Inga underarter finns listade i Catalogue of Life.